# Carmen Martín
Carmen Dolores Martín Berenguer (Almería, 29 maggio 1988) è una pallamanista spagnola, ala destra del CSM Bucarest e della nazionale spagnola.
Con la maglia della nazionale ha vinto il bronzo olimpico ai Giochi di Londra 2012.

## Palmarès

### Club
- EHF Champions League: 1

CSM Bucarest: 2015-2016
- Campionato spagnolo: 2

SD Itxako: 2010-2011, 2011-2012
- Coppa della Regina: 2

SD Itxako: 2010-2011, 2011-2012
- Supercoppa di Spagna: 2

SD Itxako: 2011, 2012
- Campionato rumeno: 3

CSM Bucarest: 2014-2015, 2015-2016, 2016-2017
- Campionato sloveno: 2

Krim: 2012-2013, 2013-2014

### Nazionale
- Bronzo olimpico: 1

Londra 2012
- Campionato mondiale

 Bronzo: Brasile 2011
- Campionato europeo

 Argento: Macedonia 2008
 Argento: Croazia-Ungheria 2014

### Individuale
- Migliore ala destra al campionato mondiale: 2

Brasile 2011, Spagna 2021
- Migliore ala destra al campionato europeo: 3

Croazia-Ungheria 2014, Svezia 2016, Francia 2018